# André Bazin
André Bazin, född 18 april 1918 i Angers, död 11 november 1958 i Nogent-sur-Marne, var en fransk filmteoretiker och kritiker. Hans texter täcker ett brett och spretigt spektrum, med återkommande resonemang om filmens förhållande till verkligheten. Bazin ansåg att kamerans förmåga att mekaniskt, och därmed omänskligt, kunna avbilda verkligheten var filmens viktigaste kvalitet. Utmärkande för Bazins teorier är att de frångår rådande idéer om filmens beroende av andra konstformer och redan befintliga teorier för dessa. Till skillnad från många tidigare filmteoretiker som hade haft ett stort inflytande hade Bazin inte någon bakgrund inom någon annan konstform.
Bazin var en centralfigur i Frankrikes filmliv under efterkrigstiden. Tillsammans med kollegerna Jacques Doniol-Valcroze och Joseph-Marie Lo Duca grundade han år 1951 tidskriften Cahiers du cinéma, som skulle få ett mycket stort inflytande. Den franska nya vågen uppstod på 50-talet genom att Cahiers-skribenter som var anhängare till Bazin började att göra egna filmer.